# Teruyuki Moniwa
Teruyuki Moniwa (n. 8 septembrie 1981) este un fotbalist japonez.

## Statistici
| Japonia | Japonia | Japonia |
| An      | Meciuri | Goluri  |
| ------- | ------- | ------- |
| 2003    | 2       | 0       |
| 2004    | 1       | 0       |
| 2005    | 4       | 1       |
| 2006    | 2       | 0       |
| Total   | 9       | 1       |